# Каширин, Николай Дмитриевич
Никола́й Дми́триевич Каши́рин (4 [16] февраля 1888, станица Верхнеуральская, Оренбургская губерния, Российская империя — 14 июня 1938, Москва, СССР) — советский военный деятель, командарм 2-го ранга (1935), один из командиров красных казаков Оренбургского казачьего войска в годы Гражданской войны в России, брат И. Д. Каширина и П. Д. Каширина. Расстрелян в 1938 году, реабилитирован посмертно.

## Молодые годы
Родился в семье казака-учителя, позднее выбранного станичным атаманом. Окончил сельскую школу и с 1902 года сам работал учителем. С 1906 года — в Русской императорской  армии. В 1909 году окончил Оренбургское казачье юнкерское училище. Служил в 5-м Оренбургском казачьем полку Оренбургского казачьего войска. В 1912 году был исключен из полка за революционную пропаганду.

## Первая мировая война
С 1914 года — на фронтах Первой мировой войны, сотник конно-сапёрной команды 1-й Оренбургской казачьей дивизии. В 1915 году — командир сотни 10-го Оренбургского казачьего полка, затем начальник полковой разведки 9-го Оренбургского казачьего полка. За храбрость в боях награждён шестью боевыми наградами. В 1916 году был ранен, после выздоровления вернулся в Оренбург и назначен начальником учебной команды 2-го запасного казачьего полка Оренбургского казачьего войска. Воинское звание — подъесаул.
Активно участвовал в революционных событиях 1917 года. В марте 1917 года избран председателем полкового солдатского комитета. После Октябрьской революции создал и возглавил городской отряд Красной гвардии, а в начале 1918 года — красный казачий отряд.

## Гражданская война
На своём заседании 7 декабря 2-й очередной войсковой круг Оренбургского казачьего войска подавляющим большинством голосов постановил власти большевиков не признавать; подъесаул Каширин потребовал отставки войскового атамана полковника А. И. Дутова. Тем временем крупные силы большевиков начали наступление на Оренбург. После тяжёлых боёв во много раз превосходящие дутовцев отряды Красной армии под командованием В. К. Блюхера подошли к Оренбургу и 31 января 1918 года в результате совместных действий с отрядом Каширина, засевшим в Оренбурге, заняли его. Член РКП(б) с 1918 года. После восстания Чехословацкого корпуса отряд Каширина оказался в глубоком тылу белых. Вёл активные боевые действия, объединил под своим командованием несколько отрядов и разбил в боях два белых казачьих полка. 16 июля 1918 года, после того, как казаками Дутова был взят Оренбург, Каширин избран главнокомандующим Уральской партизанской армией.
В 10-дневных боях нанес новое поражение казачьим частям Дутова и повторно занял Верхнеуральск. Участвовал в последующем преследовании казачьей партизанской армии А. И. Дутова вплоть до границы Тургайских степей. Численность его соединения превысила 12 тысяч человек. В бою 2 августа был тяжело ранен, вместо него главнокомандующим армией был избран В. К. Блюхер, а Каширин стал его помощником.
В августе-сентябре 1918 года участвовал в 54-дневном походе Уральской армии на соединение с Красной Армией. За время похода в 20 боях партизанские части Блюхера и Каширина нанесли поражения казачьим частям, чехословацким и польским легионерам.
После соединения с Красной Армией с сентября 1918 года — помощник начальника 4-й Уральской стрелковой дивизии, затем переформированной в 30-ю стрелковую дивизию. Начальником дивизии был В. К. Блюхер, а после его перевода в январе 1919 года начальником дивизии стал Каширин. Вместе с дивизией вёл бои на Восточном фронте против армий А. В. Колчака. С августа 1919 года — комендант Оренбургского укрепленного района. С октября 1919 года — начальник 49-й крепостной дивизии Туркестанского фронта. С марта 1920 года — председатель Оренбургско-Тургайского губернского исполкома. В октябре 1920 года назначен командиром 3-го кавалерийского корпуса на Южном фронте, действовавшим в Северной Таврии против армии генерала П. Н. Врангеля. Корпус Каширина сумел захватить Мелитополь и Геническ, а в ходе Перекопско-Чонгарской операции взял Феодосию и Керчь. В 1921 году воевал против Н. И. Махно, был начальником Александровской группы войск на юге Украины.

## Послевоенное время
С 06.06.1922 по 24.11.1922 года  — командир 7-й кавалерийской дивизии. С 1923 года последовательно — командир 14-го стрелкового корпуса, для поручений в штабе РККА, командир 1-го корпуса Червонного казачества. С 1925 года — помощник командующего войсками Уральского военного округа, Белорусского военного округа, Московского военного округа, Северо-Кавказского военного округа.
С июня 1931 по июль 1937 года — командующий войсками Северо-Кавказского военного округа. С 1934 года — член Военного совета при Народном комиссаре обороны СССР. При введении персональных военных званий в 1935 году Н. Д. Каширину было присвоено звание командарма 2-го ранга.
В июне 1937 года входил в состав Специального судебного присутствия Верховного суда СССР, судившего обвиняемых по делу М. Н. Тухачевского и др.
В июле 1937 года назначен начальником Управления боевой подготовки РККА.

## Арест и гибель
Арестован 19 августа 1937 года. Внесен в сталинские расстрельные списки от 1 ноября 1937 г. и 10 июня 1938 г. («за» 1-ю категорию Молотов,Сталин, Ворошилов, Каганович, Жданов). Приговорен к высшей мере наказания Военной коллегии Верховного Суда СССР 14 июня 1938 года по обвинению в участии в «контрреволюционной террористической организации в рядах РККА». Расстрелян в тот же день. Место захоронения — Московская область, спецобъект НКВД «Коммунарка». Реабилитирован посмертно определением Военной коллегии Верховного суда СССР 1 сентября 1956 года.
В 1937—1938 годах были расстреляны два его брата, Иван и Пётр, активные участники Гражданской войны, занимавшие высокие посты в советских органах и ВЧК после её окончания.. Жена — Валентина Александровна, артистка театра, как «социально опасный элемент» в августе 1938 года была сослана в Казахстан. Ещё один брат — Алексей, погиб на фронте в Великой Отечественной войне. Двое сестёр — Нина и Евдокия — также участвовали в гражданской войне на стороне красных.

## Воинские чины и звания
- Хорунжий — 06.08.1909
- Сотник — 05.10.1912
- Подъесаул — 14.08.1915
- Командарм 2-го ранга — 20.11.1935[5]

## Награды

### СССР
- Два ордена Красного Знамени (14.10.1919, 5.02.1921)
- Почётное революционное оружие со знаком ордена Красного Знамени (25.11.1920)

### Российская Империя
- Бухарский орден Серебряной Звезды[уточнить] 2-й ст. (05.05.1911 г.)
- Орден Святой Анны 3-й степени (22.09.1915)
- Орден Святой Анны 4-й степени с надписью «За храбрость» (31.08.1916)
- Орден Святого Станислава 2-й степени с мечами (20.09.1916)
- Орден Святой Анны 2-й степени с мечами (1916)
- Орден Святого Владимира 4-й степени с мечами и бантом (1916)
- мечи и бант к ордену Святой Анны 3-й степени (12.01.1917)

## Память
- Памятник в Верхнеуральске (1960)
- Село Октябрьское Октябрьского района Оренбургской области с 1922 по 1938 годы именовалось городом Каширинск
- В его честь названо село Каширино Кетовского района Курганской области
- Имя братьев Кашириных носят улицы в городах Оренбург, Кунгур, Челябинск, Краматорск, Сибай.